# Jacques Siffre
Pour les articles homonymes, voir Siffre.
Jacques Siffre, né le 4 avril 1937 à Foix (Ariège), est un homme politique français. Membre du Parti socialiste, il est maire d'Istres de 1977 à 1998, député des Bouches-du-Rhône de 1986 à 1988 et sénateur de 2004 à 2008.

## Biographie
Natif de l'Ariège, Jacques Siffre suit des études de médecine et devient médecin ophtalmologiste.
Il s'engage dans le monde politique en étant d'abord président du Syndicat d'agglomération nouvelle Ouest Provence. Élu à la mairie d'Istres lors des élections municipales de 1977, succédant au maire centre droit Maurice Gouin, il conserve son siège jusqu'en 1998, date de sa démission d'office.
Candidat socialiste dans la 11e circonscription des Bouches-du-Rhône en 1981, il doit cependant se désister en faveur du député communiste sortant Vincent Porelli, ce dernier était arrivé en tête à gauche.
En mars 1986, il est en troisième position sur la liste PS-MRG « Pour une majorité de progrès avec le président de la République » conduite par Gaston Defferre et est l'un des rares députés socialistes à être élu pour la première fois, dans le contexte de l'alternance qui donne naissance à la première cohabitation. Avec le retour du scrutin uninominal par circonscription en 1988, il se présente dans la 13e circonscription des Bouches-du-Rhône mais comme en 1981, il doit se retirer et au second tour, le communiste Paul Lombard est élu.
Parallèlement, il est conseiller général des Bouches-du-Rhône, élu dans le canton d'Istres de 1982 à 1988.
Critiqué pour sa gestion des deniers publics à Istres, il est jugé comptable par la Cour des comptes avec son adjoint aux finances, François Bernardini,. À la suite de cette affaire, ils sont en juillet 1997 démis de leurs mandats municipaux et priés de rembourser 2,6 millions de francs à la commune, somme ramenée à 800 000 francs, selon leur avocat.
Le 24 décembre 2004, il devient sénateur des Bouches-du-Rhône, en remplacement d'Henri d'Attilio, déchu de son mandat. Il ne se représente pas lors des sénatoriales de 2008.

## Détail des fonctions et des mandats
Mandats parlementaires
- 2 avril 1986 - 14 mai 1988 : député des Bouches-du-Rhône
- 24 décembre 2004 - 30 septembre 2008 : sénateur des Bouches-du-Rhône

Mandats locaux
- 20 mars 1977 - 19 juin 1998 : maire d'Istres
- 1977 - 1998 : président du Syndicat communautaire d'aménagement Istres-Fos-Miramas
- 1982 - 1988 : conseiller général du canton d'Istres
- Vice-président du conseil général des Bouches-du-Rhône